# Паскалін Шаванн
Паскалі́н Шава́нн (фр. Pascaline Chavanne) — французька художниця з костюмів.

## Біографія та кар'єра
Паскалін Шаванн дебютувала в кіно як художниця по костюмах наприкінці 1990-х років. Брала участь у створенні костюмів для фільмів таких режисерів як Франсуа Озон, Ів Анжело, Жак Дуайон, Жоакім Лафосс, Анн Фонтен, Еммануель Берко, Андре Тешіне, Рошді Зем та інших.
За свої роботи Шаванн 7 разів була номінована на здобуття французької національної кінопремії «Сезар», отримавши цю нагороду у 2014 році за найкращий дизайн костюмів до фільму «Ренуар. Останнє кохання» режисера Жиля Бурдо.
У 2016 році Паскалін Шаванн була відзначена бельгійською національною кінопремією «Магрітт» за найкращий дизайн костюмів для фільму Жоанна Сфара «Дама в окулярах із рушницею в авто».

## Фільмографія
Художниця по костюмах
- 1997 : Кінець ночі / La fin de la nuit (к/м)
- 1999 : Кримінальні коханці / Les amants criminels
- 1999 : Краплі дощу на розпечених скелях / Gouttes d'eau sur pierres brûlantes
- 2000 : Під піском / Sous le sable
- 2000 : Париж — Довіль / Paris-Deauville (т/ф)
- 2001 : Дитяча гра / Un jeu d'enfants
- 2001 : Татова донька / La fille de son père
- 2001 : Блакитна вулиця, 17 / 17 rue Bleue
- 2001 : 8 жінок / 8 femmes
- 2002 : Ідол / L'idole
- 2002 : Знаки пристрасті / Petites coupures
- 2002 : Басейн / Swimming Pool
- 2003 : Наталі... / Nathalie…
- 2004 : Суддя та вбивця / Je suis un assassin
- 2005 : 5x2 / 5x2
- 2005 : Час прощання / Le Temps qui reste
- 2005 : Перст любові / L'annulaire
- 2005 : Перш ніж забути / Avant l'oubli
- 2005 : Живий літак / L'avion
- 2005 : Сірі душі / Les âmes grises
- 2006 : Жан-Філіпп / Jean-Philippe
- 2006 : Прелюдія / Un lever de rideau (к/м)
- 2007 : Ангел / Angel
- 2008 : Дівчина і вовки / La jeune fille et les loups
- 2009 : Рікі / Ricky
- 2009 : Замкнене коло / Le premier cercle
- 2009 : Повстала / L'insurgée
- 2009 : Притулок / Le refuge
- 2010 : Генсбур. Герой і хуліган / Gainsbourg (Vie héroïque)
- 2010 : Відчайдушна домогосподарка / Potiche
- 2011 : Управління державою / L'exercice de l'État
- 2011 : Кохані / Les bien-aimés
- 2011 : Експат / Erased
- 2012 : Августина / Augustine
- 2012 : Ренуар. Останнє кохання / Renoir
- 2012 : У будинку / Dans la maison
- 2013 : По сигарети / Elle s'en va
- 2013 : Молода і прекрасна / Jeune & jolie
- 2013 : Обіцянка / A Promise
- 2014 : Чоловік, якого надто сильно любили / L'homme qu'on aimait trop
- 2014 : Джемма Боварі / Gemma Bovery
- 2014 : Метаморфози / Métamorphoses
- 2014 : Нова подружка / Une nouvelle amie
- 2015 : Молода кров / La tête haute
- 2015 : Охоронець / Maryland
- 2015 : Білі лицарі / Les chevaliers blancs
- 2015 : Дама в окулярах із рушницею в авто
- 2016 : Шоколад / Chocolat
- 2016 : Економіка пари / L'économie du couple
- 2016 : Франц / Frantz
- 2016 : Дочка Бреста / La fille de Brest
- 2017 : Джанго / Django
- 2017 : Роден / Rodin
- 2017 : Наші божевільні роки / Nos années folles
- 2017 : Подвійний коханець / L'amant double
- 2017 : Убивці / Tueurs
- 2018 : Насолоджуватися, кохати та швидко бігати / Plaire, aimer et courir vite
- 2019 : З божої волі / Grâce à Dieu

## Нагороди
| Рік                           | Категорія                 | Номінант                           | Результат |
| ----------------------------- | ------------------------- | ---------------------------------- | --------- |
| Премія «Сезар»                |                           |                                    |           |
| 2003                          | Найкращий дизайн костюмів | 8 жінок                            | Номінація |
| 2006                          | Найкращий дизайн костюмів | Сірі душі                          | Номінація |
| 2011                          | Найкращий дизайн костюмів | Відчайдушна домогосподарка         | Номінація |
| 2013                          | Найкращий дизайн костюмів | Августина                          | Номінація |
| 2014                          | Найкращий дизайн костюмів | Ренуар. Останнє кохання            | Перемога  |
| 2015                          | Найкращий дизайн костюмів | Нова подружка                      | Номінація |
| 2017                          | Найкращий дизайн костюмів | Франц                              | Номінація |
| 2018                          | Найкращий дизайн костюмів | Барбара                            | Номінація |
| Премія «Магрітт»              |                           |                                    |           |
| 2013                          | Найкращий дизайн костюмів | Управління державою                | Номінація |
| 2016                          | Найкращий дизайн костюмів | Дама в окулярах із рушницею в авто | Перемога  |
| Спільнота онлайн-кінокритиків |                           |                                    |           |
| 2003                          | Найкращий дизайн костюмів | 8 жінок                            | Номінація |